# Luwtegebied

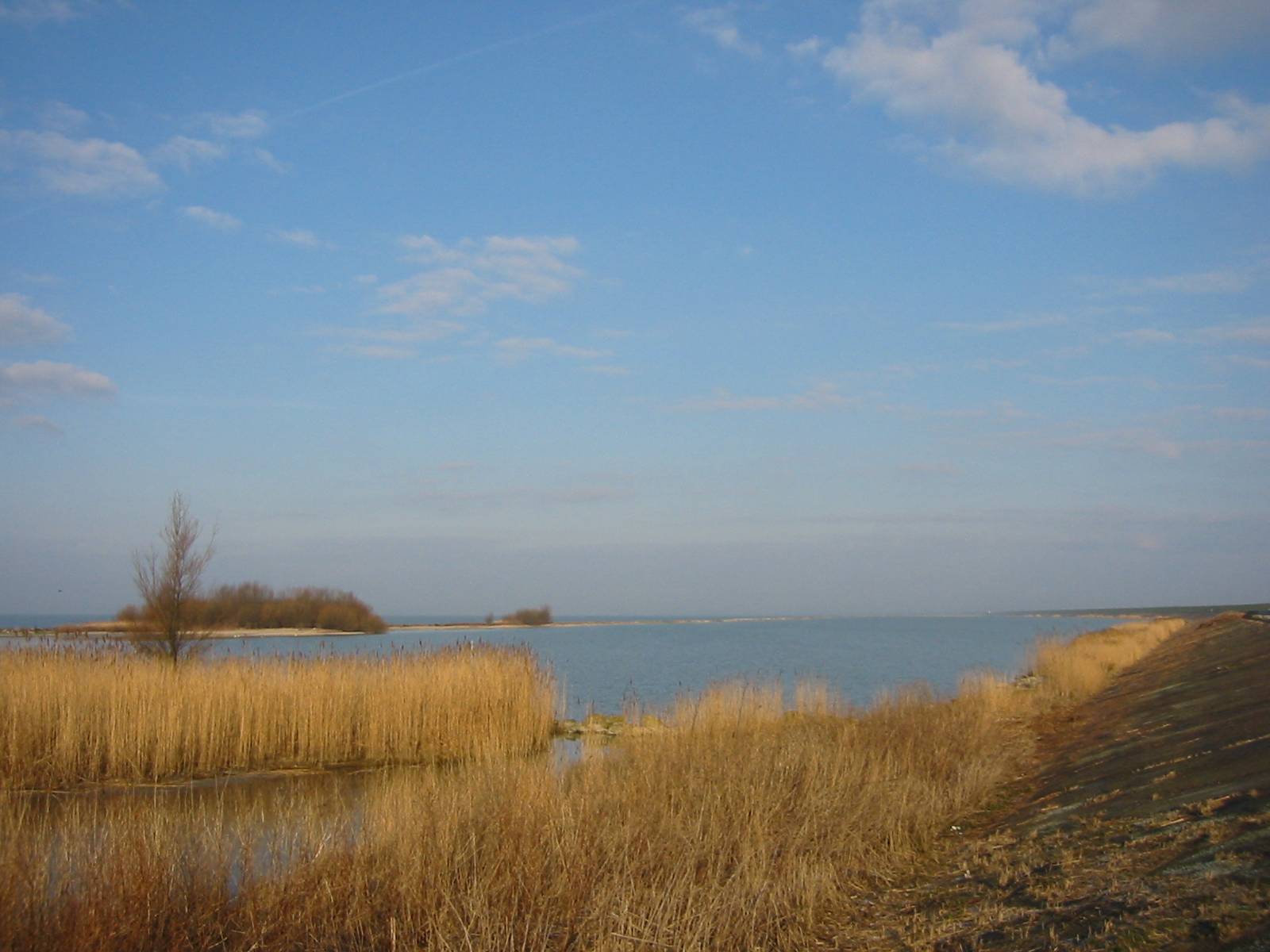
Luwtegebied met rietland.

Een luwtegebied is een kunstwerk dat tot doel heeft de effecten van wind en waterstroming te dempen.

## Gebruik bij waterbeheer
Over de dijk tussen Enkhuizen en Lelystad loopt de N307, een tweebaansweg die bij storm en bij kruiend ijs herhaaldelijk is afgesloten voor het verkeer. Door lage dijkjes voor de bekende knelpunten in het water te plaatsen, wordt de kracht van golven gebroken voordat die de eigenlijke dijk bereiken.
Door het verdwijnen van oorspronkelijk rietland en moeras ontbreken essentiële componenten in het milieu en krijgen de gebieden die overblijven een waarde die moeilijk te handhaven is. Door het aanleggen van rustig water en rietland in gebieden als het Markermeer, het IJsselmeer en de randmeren, wordt het regeneratievermogen van Nederland als waterland gestimuleerd.

## Ecologische betekenis
Door de aanleg van luwtegebieden en het ontbreken van stroming ontstaat een zich veranderend milieu. Dat effect kan versterkt worden door in de luwte zand op te spuiten waardoor een gebied met ondiepten ontstaat in een overigens diep water. In deze ondiepten kan vis kuitschieten. Ook kan er rietland ontstaan waar de jonge vis bescherming in kan zoeken.